# Снови Шав
Томи Хелгесон (швед. Tommie Helgesson) познатији као Снови Шав (енгл. Snowy Shaw) је шведски хеви метал музичар (најпре бубњар) рођен 25. јула 1968. године. Томи је свирао у многим хеви метал бендовима, Кинг Дајмонд, Дрим Ивл, Мерсифул Фејт, Ил Вил, Нотр Дам и Мементо Мори. Августа 2010. године најављен је као нови басиста и вокалиста блек метал бенда Диму Боргир, али је дан касније дао отказ и поново се придружио Терионима.
Томи се истиче и свирањем гитаре а спорадично се појављивао и као примарни текстописац у бенду Дрим Ивл. Такође се бави и фотографијом и дизајнирањем за бендове и извођаче. Организовао је промотивна снимања за бендове Фалконер, Изи Екшн, Терион, Пасинџер и друге.

## Дискографија

### Кинг Дајмонд
- The Eye (1990)

### Мерсифул Фејт
- In the Shadows and The Bellwitch (1993)
- Time (албум) (1994)

### Мементо Мори
- Rhymes of Lunacy (1993)
- Life, Death, and Other Morbid Tales (1994)

### Нотр Дам
- Coming Soon to a Théatre Near you!!! (1998)
- 'Le Théâtre du Vampire (1999)
- Nightmare Before Christmas (1999)
- Abattoir, Abatoir du Noir (2000)
- Coming Soon To A Theatre Near You, The 2nd (2002)
- Demi Monde Bizarros (2004)
- Creepshow Freakshow Peepshow (2005)

### Дрим Ивл
- Dragonslayer (2002)
- Evilized (2003)
- Children of the Night (EP, 2003)
- The First Chapter (EP, 2004)
- The Book of Heavy Metal (2004)

### Терион
- Gothic Kabbalah (2007)
- Live Gothic (2008)
- Sitra Ahra (2010)

### Диму Боргир
- Abrahadabra (2010)

### Театрес Дес Вампирес
- Moonlight Waltz (2011)